# Roble

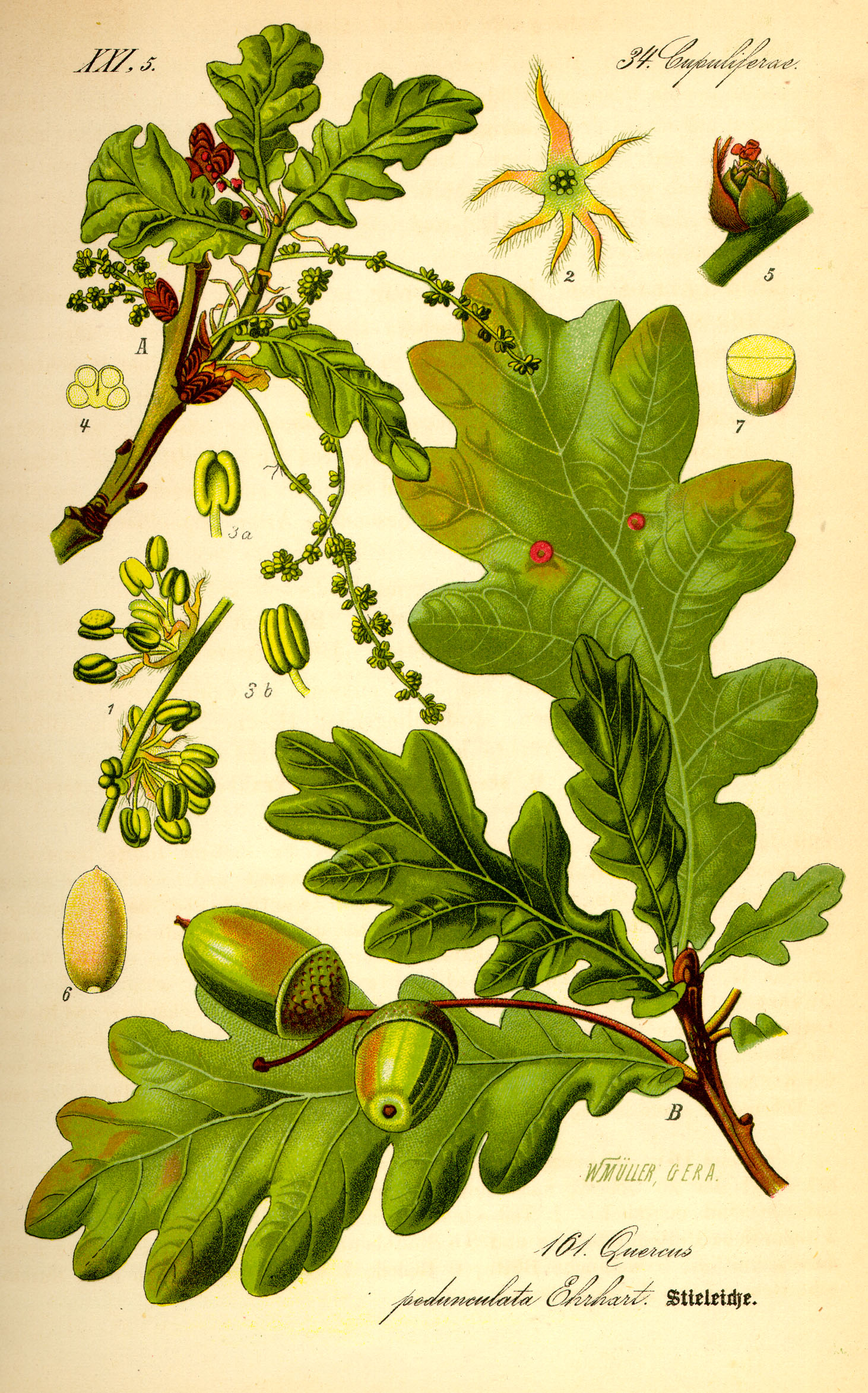
Quercus robur es una de las especies de roble más grandes.

El término roble se utiliza para referirse a muchas especies de árboles del género Quercus, nativo del hemisferio norte, y ocasionalmente también a especies de otros géneros de la misma familia (Fagaceae) o incluso de otras familias, como en el caso de algunas especies de Nothofagus (fam. Nothofagaceae). En sentido estricto del término, en la península ibérica los robles comprenden las siguientes especies: Quercus faginea Lam., Quercus humilis Miller, Quercus petraea (Mattuschka) Liebl., Quercus pyrenaica Willd., Quercus robur L. y Quercus rubra L.
En su uso originario el término, derivado del latín robur, designa a especies europeas de Quercus de hojas blandas, de borde sinuoso, caducas o marcescentes, propias de climas templados oceánicos; o bien de variantes frescas, por altitud, del clima mediterráneo.
En el hemisferio norte, es posible encontrarlo tanto en climas fríos como tropicales en Asia y América. Su desarrollo se alcanza a los 200 años y hay datos de haber llegado a los 1600 años.
Un bosque de robles recibe el nombre de robleda, robledo o robledal.

## Especies
Uno de los principales robles europeos es el Quercus robur, el roble común, la especie forestal dominante en la vertiente atlántica de Europa. El roble común crece en suelos con humedad por lo que en la península ibérica solo abunda espontáneo en las cordilleras húmedas o las regiones más septentrionales. No se suele emplear en silvicultura dado su lento crecimiento, pero su madera, de tipo dura, es una de las más apreciadas.
Otra especie de ecología parecida es Quercus petraea. De las especies mediterráneas la más extendida en la península ibérica es Quercus pyrenaica, sobre todo en torno a la Meseta Norte.